# 法布里西奥·法里亚斯
法布里西奥·法里亚斯（葡萄牙語：Fabrício Farias，2000年8月5日—），巴西男子羽毛球運動員。

## 簡歷
2018年4月，法布里西奥·法里亚斯出戰阿根廷羽毛球國際賽，分別贏得男子單打比賽冠軍，以及與杰奎琳·利马合作贏得混合雙打比賽冠軍。

## 主要比賽成績
只列出曾進入準決賽的國際賽事成績：
| 年份   | 賽事                         | 公開賽級別 | 項目     | 搭檔                             | 成績   |
| ------ | ---------------------------- | ---------- | -------- | -------------------------------- | ------ |
| 2015年 | 泛美洲青年羽毛球錦標賽       | 其他       | 混合團體 | －                               | 亞軍   |
| 2016年 | 泛美洲青年羽毛球錦標賽       | 其他       | 混合團體 | －                               | 亞軍   |
| 2017年 | 泛美洲羽毛球錦標賽           | 其他       | 混合團體 | －                               | 亞軍   |
| 2017年 | 巴西羽毛球國際賽             | 國際挑戰賽 | 混合雙打 | 杰奎琳·利马                      | 準決賽 |
| 2017年 | 泛美洲青年羽毛球錦標賽       | 其他       | 混合團體 | －                               | 季軍   |
| 2017年 | 泛美洲青年羽毛球錦標賽       | 其他       | 男子雙打 | Waleson Vinicios Evangeli Santos | 冠軍   |
| 2017年 | 泛美洲青年羽毛球錦標賽       | 其他       | 混合雙打 | 薩米亞·利馬                      | 亞軍   |
| 2018年 | 北港羽毛球國際賽             | 國際挑戰賽 | 混合雙打 | 杰奎琳·利马                      | 亞軍   |
| 2018年 | 阿根廷羽毛球國際賽           | 未來系列賽 | 男子單打 | －                               | 冠軍   |
| 2018年 | 阿根廷羽毛球國際賽           | 未來系列賽 | 混合雙打 | 杰奎琳·利马                      | 冠軍   |
| 2018年 | 泛美洲青年羽毛球錦標賽       | 其他       | 混合團體 | －                               | 亞軍   |
| 2018年 | 墨西哥羽毛球國際賽           | 國際系列賽 | 男子雙打 | 弗朗塞尔顿·法里亚斯              | 冠軍   |
| 2018年 | 墨西哥羽毛球國際賽           | 國際系列賽 | 混合雙打 | 杰奎琳·利马                      | 準決賽 |
| 2018年 | 危地馬拉羽毛球國際系列賽     | 國際系列賽 | 混合雙打 | 杰奎琳·利马                      | 準決賽 |
| 2018年 | 聖多明哥羽毛球公開賽         | 國際系列賽 | 男子雙打 | 弗朗塞尔顿·法里亚斯              | 準決賽 |
| 2018年 | 聖多明哥羽毛球公開賽         | 國際系列賽 | 混合雙打 | 杰奎琳·利马                      | 亞軍   |
| 2019年 | 泛美洲羽毛球混合團體錦標賽   | 其他       | 混合團體 | －                               | 季軍   |
| 2019年 | 牙買加羽毛球國際賽           | 國際系列賽 | 混合雙打 | 杰奎琳·利马                      | 準決賽 |
| 2019年 | 泛美洲羽毛球錦標賽           | 其他       | 混合雙打 | 杰奎琳·利马                      | 亞軍   |
| 2019年 | 秘魯羽毛球國際賽             | 國際系列賽 | 男子雙打 | 弗朗塞尔顿·法里亚斯              | 亞軍   |
| 2019年 | 秘魯羽毛球國際賽             | 國際系列賽 | 混合雙打 | 杰奎琳·利马                      | 亞軍   |
| 2019年 | 泛美運動會羽毛球比賽         | 其他       | 男子雙打 | 弗朗塞尔顿·法里亚斯              | 銅牌   |
| 2019年 | 泛美運動會羽毛球比賽         | 其他       | 混合雙打 | 傑奎琳·利馬                      | 銅牌   |
| 2019年 | 巴西羽毛球未來系列賽         | 未來系列賽 | 男子單打 | 弗朗塞爾頓·法里亞斯              | 冠軍   |
| 2019年 | 巴西羽毛球未來系列賽         | 未來系列賽 | 混合雙打 | 傑奎琳·利馬                      | 冠軍   |
| 2019年 | 加勒比地區羽毛球聯合會國際賽 | 國際系列賽 | 混合雙打 | 傑奎琳·利馬                      | 準決賽 |
| 2019年 | 墨西哥羽毛球國際賽           | 國際系列賽 | 男子雙打 | 弗朗塞爾頓·法里亞斯              | 準決賽 |
| 2019年 | 墨西哥羽毛球國際賽           | 國際系列賽 | 混合雙打 | 傑奎琳·利馬                      | 亞軍   |
| 2019年 | 危地馬拉羽毛球國際系列賽     | 國際系列賽 | 男子雙打 | 弗朗塞爾頓·法里亞斯              | 冠軍   |
| 2019年 | 危地馬拉羽毛球國際系列賽     | 國際系列賽 | 混合雙打 | 傑奎琳·利馬                      | 冠軍   |
| 2019年 | 巴西羽毛球國際系列賽         | 國際系列賽 | 男子雙打 | 弗朗塞尔顿·法里亚斯              | 冠軍   |
| 2019年 | 巴西羽毛球國際系列賽         | 國際系列賽 | 混合雙打 | 杰奎琳·利马                      | 冠軍   |
| 2019年 | 聖多明哥羽毛球公開賽         | 國際系列賽 | 男子雙打 | 弗朗塞尔顿·法里亚斯              | 亞軍   |
| 2019年 | 聖多明哥羽毛球公開賽         | 國際系列賽 | 男子雙打 | 杰奎琳·利马                      | 冠軍   |
| 2021年 | 巴西羽毛球國際系列賽         | 國際系列賽 | 男子雙打 | 弗朗塞尔顿·法里亚斯              | 冠軍   |
| 2021年 | 巴西羽毛球國際系列賽         | 國際系列賽 | 混合雙打 | 杰奎琳·利马                      | 冠軍   |
| 2021年 | 多明尼加羽毛球公開賽         | 未來系列賽 | 男子雙打 | 弗朗塞尔顿·法里亚斯              | 冠軍   |
| 2021年 | 多明尼加羽毛球公開賽         | 未來系列賽 | 混合雙打 | 杰奎琳·利马                      | 冠軍   |
| 2022年 | 泛美洲羽毛球男女子團體錦標賽 | 其他       | 男子團體 | －                               | 亞軍   |
| 2022年 | 墨西哥羽毛球國際挑戰賽       | 國際挑戰賽 | 混合雙打 | 杰奎琳·利马                      | 準決賽 |
| 2022年 | 巴西羽毛球國際系列賽         | 國際系列賽 | 男子雙打 | 弗朗塞爾頓·法里亞斯              | 冠軍   |
| 2022年 | 巴西羽毛球國際系列賽         | 國際系列賽 | 混合雙打 | 傑奎琳·利馬                      | 準決賽 |
| 2022年 | 秘魯羽毛球國際系列賽         | 國際系列賽 | 男子雙打 | 弗朗塞爾頓·法里亞斯              | 準決賽 |
| 2022年 | 秘魯羽毛球國際系列賽         | 國際系列賽 | 混合雙打 | 傑奎琳·利馬                      | 冠軍   |
| 2023年 | 泛美洲羽毛球混合團體錦標賽   | 其他       | 混合團體 | －                               | 季軍   |
| 2023年 | 泛美洲羽毛球錦標賽           | 其他       | 混合雙打 | 傑奎琳·利馬                      | 季軍   |
| 2023年 | 墨西哥羽毛球國際挑戰賽       | 國際挑戰賽 | 混合雙打 | 傑奎琳·利馬                      | 準決賽 |
| 2023年 | 聖多明哥羽毛球公開賽         | 國際系列賽 | 男子雙打 | Davi Silva                       | 亞軍   |
| 2023年 | 聖多明哥羽毛球公開賽         | 國際系列賽 | 混合雙打 | 傑奎琳·利馬                      | 準決賽 |
| 2023年 | 巴西羽毛球國際系列賽         | 國際系列賽 | 男子雙打 | Davi Silva                       | 亞軍   |
| 2023年 | 巴西羽毛球國際系列賽         | 國際系列賽 | 混合雙打 | 傑奎琳·利馬                      | 準決賽 |
| 2023年 | 危地馬拉羽毛球國際挑戰賽     | 國際挑戰賽 | 男子雙打 | Davi Silva                       | 亞軍   |
| 2023年 | 秘魯羽毛球國際挑戰賽         | 國際挑戰賽 | 男子雙打 | Davi Silva                       | 準決賽 |
| 2023年 | 泛美運動會羽毛球比賽         | 其他       | 男子雙打 | Davi Silva                       | 銀牌   |
| 2023年 | 薩爾瓦多羽毛球國際賽         | 國際挑戰賽 | 男子雙打 | Davi Silva                       | 準決賽 |
| 2024年 | 伊朗羽毛球國際挑戰賽         | 國際挑戰賽 | 混合雙打 | 傑奎琳·利馬                      | 準決賽 |
| 2024年 | 泛美洲羽毛球男女子團體錦標賽 | 其他       | 男子團體 | －                               | 亞軍   |
| 2024年 | 泛美洲羽毛球錦標賽           | 其他       | 混合雙打 | 傑奎琳·利馬                      | 季軍   |
| 2024年 | 秘魯羽毛球國際系列賽         | 國際系列賽 | 男子雙打 | Davi Silva                       | 亞軍   |
| 2024年 | 秘魯羽毛球國際系列賽         | 國際系列賽 | 混合雙打 | 傑奎琳·利馬                      | 亞軍   |
| 2024年 | 薩爾瓦多羽毛球國際賽         | 國際系列賽 | 男子雙打 | Davi Silva                       | 冠軍   |
| 2024年 | 薩爾瓦多羽毛球國際賽         | 國際系列賽 | 混合雙打 | 傑奎琳·利馬                      | 亞軍   |
| 2024年 | 加拿大羽毛球國際挑戰賽       | 國際挑戰賽 | 混合雙打 | 傑奎琳·利馬                      | 冠軍   |
| 2025年 | 泛美洲羽毛球混合團體錦標賽   | 其他       | 混合團體 | －                               | 季軍   |
| 2025年 | 泛美洲羽毛球錦標賽           | 其他       | 男子雙打 | Davi Silva                       | 亞軍   |
| 2025年 | 泛美洲羽毛球錦標賽           | 其他       | 混合雙打 | 杰奎琳·利马                      | 季軍   |

| 2007-2017年 | 首要超級賽 | 超級賽 | 黃金大獎賽 | 大獎賽 | 國際挑戰賽 | 國際系列賽 | 未來系列賽 | 其他 |

| 2018-2026年 | 總決賽 | 超級1000賽 | 超級750賽 | 超級500賽 | 超級300賽 | 超級100賽 | 國際挑戰賽 | 國際系列賽 | 未來系列賽 | 其他 |

### 奧運會和世錦賽參賽紀錄
|          | 搭檔                | 2021 | 2022 | 2023 |
| -------- | ------------------- | ---- | ---- | ---- |
| 男子雙打 | 弗朗塞爾頓·法里亞斯 | 64強 | 64強 | 64強 |
|          |                     |      |      |      |
| 混合雙打 | 杰奎琳·利马         | 64強 | 32強 | 64強 |